# Samuel Barber
Samuel Barber (1910-1981) là nhà soạn nhạc người Mỹ. Tác phẩm nổi tiếng nhất của ông là khúc Adagio cho dàn nhạc dây.

## Tiểu sử
Samuel Barber sinh vào ngày 9 tháng 3 năm 1910 tại West Chester, Pennsylvania, Hoa Kỳ. Ông học âm nhạc tại Nhạc viện Curtis, Philadelphia. Barber bắt đầu sáng tác từ năm 8 tuổi. Ông đã đạt nhiều giải thưởng về sáng tác trong các cuộc thi. Trong các năm 1935-1936, ông sống ở Rome. Ông qua đời vào ngày 23 tháng 1 năm 1981 tại Thành phố New York, Tiểu bang New York, Hoa Kỳ.

## Phong cách âm nhạc
Âm nhạc của Samuel Barber theo truyền thống châu Âu nhiều hơn, ít mang màu sắc Mỹ. Tuy không từ bỏ những phương thức biểu hiện hiện đại, Barber thiên về những hình thức và thể loại truyền thống. Do âm nhạc của ông có nội dung lãng mạn, tính chất trữ tình nên người ta coi ông là người thuộc dòng tân lãng mạn. 

## Sáng tác

### Opera
- Vanessa (1958)
- Antony và Cleopatra (1966, dựa theo tác phẩm của William Shakespeare)

### Ballet
- Medea (1946)

### Giao hưởng
- Số 1 (1936)
- Số 2 (1944)